# Valdevacas y Guijar
Valdevacas y Guijar er en kommune i det centrale Spanien i provinsen Segovia. Den har et indbyggertal på 80 (2024) indbyggere.